# Karel Vobořil
Karel Vobořil, křtěný Karel Josef (13. listopadu 1893, Vodslivy   – 1941, Soběslav) byl český sochař, malíř a pedagog.

## Život
Karet Vobořil se narodil ve vsi Vodslivy u Benešova v rodině učitel Pavla Vobořila a jeho ženy Marie rodem Žižkové z Kopanin. Později absolvoval Akademii výtvarných umění v Praze u Františka Ženíška a Maxmiliána Pirnera.
Patřil mezi dlouholeté pedagogy soběslavského gymnázia. Věnoval se převážně sakrální malbě, sochařské a reliéfní tvorbě.
Počátkem února roku 1922 se Karel Vobořil oženil s Barborou Vobořilovou (rozenou Slovákovou). Měli spolu dceru Marii.
Vobořil zemřel v roce 1941 ve městě Soběslav, kde dlouhodobě vyučoval.